# Gnaeus Cornelius Lentulus Gaetulicus (consul en 55)
Gnaeus Cornelius Lentulus Gaetulicus est un sénateur romain, qui a prospéré sous le règne de Néron. Il est consul dans le nundinium de novembre à décembre 55 avec Titus Curtilius Mancia comme collègue. Il est entièrement connu par des inscriptions.

## Biographie
Lentulus appartient à une branche des Cornelii qui a souffert sous les prédécesseurs de Néron, et "on pourrait s'attendre à ce qu'il nourrisse du ressentiment contre la dynastie". Son père Gnaeus Cornelius Lentulus Gaetulicus, consul en 26, a été exécuté pour son rôle dans une tentative ratée de renverser Caligula. Gaetulicus fut le premier de sa famille à atteindre le consulat depuis son père. Judith Ginsburg soutient que la nomination de Gaetulicus était une tentative de renforcer sa position en conciliant la faveur de l'opposition sénatoriale qui était enracinée dans des membres qui pouvaient retracer leur ascendance des nobiles de l'ancienne République.
Sa mère est Apronia, l'une des filles de Lucius Apronius, consul en l'an 8. Il pourrait être le père de Cornelia Gaetulica.